# Rebelião no leste do Gana
Rebelião no leste do Gana,  ou também crise no Gana Oriental ou Crise Francófona  (em francês:  Crise francophone), é uma revolta separatista em curso liderada por uma organização nacionalista jeje - Frente de Restauração da Togolândia Ocidental (FRTO; em francês:  Front de restauration du Togoland occidental) - contra o governo de Gana que busca a independência da ex-Togolândia britânica.

## Antecedentes
Em 1973, 120 chefes da Câmara Regional dos Chefes do Volta (em francês:  Chambre des chefs de la région de la Volta), que demonstraram sua oposição à extensão da Região Oriental de Gana para a Região do Volta enfrentaram uma violenta repressão das forças militares.
Em 2017, sete membros da Fundação do Grupo de Estudos da Pátria (FGEP; em francês:  Fondation du Groupe d'étude de la Patrie) foram presos por usarem camisetas com a inscrição “9 de maio de 2017 é NOSSO DIA Togolândia Ocidental”, referindo-se a data em que a organização tentou declarar independência. 
Em 5 de maio de 2019, nove líderes da Fundação do Grupo de Estudos da Pátria que clamavam pela independência de partes das Regiões Norte e do Volta foram apanhados por planejarem declarar essas regiões como um Estado independente. 
Em 8 de maio de 2019, o Comando da Polícia Regional do Volta, em colaboração com o Regimento de Artilharia 66, prendeu 81 membros adicionais da Fundação do Grupo de Estudos da Pátria por envolvimento no planejamento de um protesto contra a prisão de seus líderes. 54 dos suspeitos foram presos a bordo de um ônibus enquanto entravam em Ho vindo da direção de Aflao. Dezessete foram presos na casa do líder do grupo, Charles Kormi Kudzordi, perto dos quartéis do Regimento de Artilharia 66 e dez foram presos em outros pontos de entrada no município de Ho.  Todos foram posteriormente libertados sob fiança ou soltos com uma advertência. 
Em 8 de julho de 2019, Charles Kormi Kudzordzi foi transportado de avião para a capital, Acra, para ser julgado por traição, apenas para o estado retirar as acusações junto com outros oito líderes. 
Em 14 de dezembro de 2019, a Frente de Restauração da Togolândia Ocidental alegou que cerca de 2.000 homens e mulheres militares da Togolândia Ocidental foram aprovados na escola militar Gorrilla. 
Em 3 de agosto de 2020, dezessete pessoas que viviam na região de Oti foram processadas pelo Serviço de Polícia de Gana por falarem francês (uma das línguas mais faladas da Togolândia Ocidental). 
A Frente de Restauração da Togolândia Ocidental declarou a soberania da Togolândia Ocidental em 1 de setembro de 2020. Após a declaração, vários sinais foram erguidos em toda a antiga Togolândia britânica dando as boas-vindas ao povo da "Togolândia Ocidental". 

## Cronologia
Em 25 de setembro, a Frente de Restauração da Togolândia Ocidental toma o controle de um arsenal e, em seguida, bloqueia várias estradas que levam à Região do Volta em Gana. As delegacias de polícia de Aveyime e Mepe também foram atacadas, com os rebeldes libertando presos, bem como apreendendo armas dos policiais, atirando e ferindo o Comandante da Polícia Divisional, apreendendo caminhonetes da polícia em meio aos tiroteios. Os rebeldes fugiram com pelo menos quinze AK-47 e quatro armas de pump-action da delegacia de Aveyime. Mais duas armas foram apreendidas na esquadra de polícia de Mepe. Também desarmaram a equipe de reforço, levando suas armas, incluindo a pistola do Comandante da Polícia. 
Em resposta aos ataques às delegacias, uma Equipe Conjunta da Polícia Militar, em conjunto com outros órgãos de segurança, deslocou-se para as áreas afetadas e conseguiu apreender 31 integrantes da Frente de Restauração da Togolândia Ocidental. Tiroteios entre os rebeldes e os agentes de segurança levaram à morte de um membro da Frente de Restauração da Togolândia Ocidental e a três outros feridos.
Segundo moradores da cidade de Juapong, soldados teriam invadido uma comunidade onde um dos bloqueios de estradas foi montado. Eles invadiram casas e prenderam qualquer pessoa que suspeitassem pertencer ao grupo separatista e que pudesse ter participado do bloqueio na estrada. Os presos foram espancados e desfilaram na beira da estrada. Moradores afirmam que pelo menos duas pessoas que foram baleadas pelos soldados morreram.  Outros três foram encontrados mortos em Battor.
Em 27 de setembro após uma reunião de emergência por seus membros em Ho, a Câmara Regional dos Chefes do Volta condenou a violência da Frente de Restauração da Togolândia Ocidental. Num comunicado assinado pelo Vice-Presidente da Câmara, Togbe Tepre Hodo IV, apelou à resolução de algumas questões preocupantes e pertinentes relacionadas com as alegadas ações rebeldes, que considerou importantes para o fortalecimento da paz. O comunicado buscava saber a identidade dos presos após os acontecimentos de 25 de setembro, em meio as denúncias de prisões de transeuntes inocentes que observavam o que estava acontecendo. Também pretendia conhecer a identidade das duas pessoas mortas em Juapong e das três mortas em Battor. A declaração também expressou preocupação com a incapacidade da Segurança Nacional de coletar informações sobre as atividades dos rebeldes para evitá-las ou prender os conspiradores.
Em 29 de setembro os separatistas atacaram um pátio de ônibus pertencente à State Transport Corporation na cidade de Ho.   Posteriormente, a polícia prendeu cerca de trinta manifestantes e um civil foi morto em uma troca de tiros entre os separatistas e as forças governamentais. 
Igualmente, a polícia prendeu cinco separatistas que atacaram delegacias em 5 de setembro com outros vinte separatistas. 
Em 2 de outubro - as forças de segurança em Gana prenderam 60 separatistas que eram supostamente membros da Frente de Restauração da Togolândia Ocidental.  Devido aos ataques rebeldes, o governo de Gana concedeu autonomia à cidade de Alavanyo.
Em 4 de outubro - a polícia prendeu dezessete separatistas suspeitos, catorze rifles AK-47, três armas de fogo, uma pistola, uma espingarda e algumas outras armas também foram recuperadas. 
Em 9 de outubro partidários da Frente de Restauração da Togolândia Ocidental tentaram bloquear várias estradas em toda a região de Volta e na região da Grande Acra. 
No dia seguinte, agentes de segurança desobstruíram a estrada para evitar qualquer inconveniente para os motoristas. 
Em 13 de outubro, um vídeo compartilhado na mídia social afirma que separatistas da Togolândia Ocidental estão treinando 4.300 militares para assumir o que eles afirmam ser seu país o mais rápido possível. De acordo com o líder de sua ala militar, chamada de Dragons, eles têm treinado em um país próximo, provavelmente Togo. Também afirmaram que não são rebeldes ou militantes; são militares totalmente treinados.  Além disso, enviaram uma nota de advertência ao Ministro de Energia John Peter Amewu, ao Ministro Regional do Volta Archibald Yao Letsa e ao deputado para North Tongu, Samuel Okudzeto Ablakwa, dizendo "Estamos dando a vocês, John Peter Amewu, Archibald Letsa Yao, Okudzeto Ablakwa, um aviso prévio. Os Dragons, juntamente com os Gorillas, entrarão na região após 21 dias para reivindicar o Estado. Os Gorillas, junto com os Dragons, estão se unindo para libertar sua pátria mãe, a Togolândia Ocidental.” O grupo apelou ainda aos chefes e líderes das várias comunidades na região do Volta, para não serem enganados por quem lhes oferece dinheiro, em cedis ou naira, para trabalhar contra sua missão.
Em 30 de novembro, soldados das Forças Armadas de Gana foram implantado na região do Volta antes das eleições presidenciais de 7 de dezembro  de 2020. 